# A288 road
Die A288 ist eine Class-I-Straße, die 1923 zwischen Hilsea, einem Stadtteil von Portsmouth, und Southsea Common in Portsmouth festgelegt wurde. Sie zweigt von der A3 ab und verläuft durch damals weitestgehend unbebautes Gebiet bis zur Ärmelkanalküste in Eastney, einem Stadtviertel von Portsmouth. Von dort erfolgt ein westlicher Verlauf als küstennächste Straße bis zur Pier Road. Dabei umläuft sie das Stadtviertel Southsea südlich. Dort fand sie 1923 an der A2011 road ihr Ende. Die Straße liegt komplett in der Grafschaft Hampshire. 1935 wurde ihr die A2011 zugeschlagen.